# Dactylolabis dilatata
Dactylolabis dilatata là một loài ruồi trong họ Limoniidae. Chúng phân bố ở miền Cổ bắc.